# Вендль, Тобиас
Тобиас Вендль (нем. Tobias Wendl; 16 июня 1987, Ахен, Германия) — немецкий саночник, выступающий за сборную Германии на двухместных санях в паре с Тобиасом Арльтом. Шестикратный чемпион зимних Олимпийских игр, десятикратный чемпион мира, шестикратный чемпион Европы.
Является обладателем серебряной медали чемпионата мира 2008 года в Оберхофе, он занял второе место по итогам парных мужских заездов. На чемпионате Европы 2010 года в Сигулде Вендль выиграл серебро и бронзу, первая награда досталась ему за состязания между двойками, а вторая за участие в смешанной команде. На мировом первенстве 2013 года в канадском Уистлере выиграл сразу две золотые медали, в мужском парном разряде и в смешанной эстафете.
Двукратный золотой призёр (двухместные сани в паре с Тобиасом Альтом) Олимпийских игр в Сочи 2014 в мужском парном разряде и в эстафете.
На чемпионате мира 2025 года в Канаде, Тобиас в новой дисциплине — парный микст, в составе немецкой команды, завоевал бронзовую медаль, а на следующий день ещё одну бронзовую в мужских двойках.
По совместительству служит солдатом в армии Германии. На данный момент живёт и тренируется в городе Берхтесгаден, в свободное время занимается сноубордингом и лыжами, играет на гитаре.

## Результаты на Олимпийских играх
| Олимпийские игры | Двойки | Эстафета |
| ---------------- | ------ | -------- |
| 2014 Coчи        | 1      | 1        |
| 2018 Пхёнчхан    | 1      | 1        |
| 2022 Пекин       | 1      | 1        |